# Citrus Bowl 2018
Match précédent Match suivant
Le Citrus Bowl 2018 est un match de football américain de niveau universitaire joué après la saison régulière de 2017, le 1er janvier 2018 au Camping World Stadium à Orlando dans l'état du Floride aux États-Unis.
Il s'agit de la 72e édition de l'événement ayant connu divers noms en fonction du sponsoring du nom le dernier en date étant le Citrus Bowl.
Le match met en présence les équipes des Fighting Irish de Notre Dame équipe Indépendante et des Tigers de LSU issus de la Southeastern Conference.
Il débute à 13 heures locales et est retransmis en télévision sur ABC.
Sponsorisé par la société Overton's (détaillant spécialisé en pièces pour bateaux), le match est officiellement dénommé le Citrus Bowl 2017 presented by Overton's.
Notre Dame remporte le match 21 à 17.

## Présentation du match
| Équipes                                                                                | Conférences  | Entraîneurs     | Stats. saison rég. | Classements avant le bowl CFP-AP-Coaches |
| -------------------------------------------------------------------------------------- | ------------ | --------------- | ------------------ | ---------------------------------------- |
| Fighting Irish de Notre Dame                                                           | Indépendants | Brian Kelly     | 9 - 3              | #15 - #14 - #17                          |
| Tigers de LSU                                                                          | ACC          | Ed Orgeron (en) | 9 - 3              | #17 - #17 - #16                          |
| Arbitre : Cooper Castlebe Équipe donnée favorite par les bookmakers : LSU par 3 points |              |                 |                    |                                          |

Il s'agit de la 11e rencontre entre ces deux équipes, Notre Dame menant les statistiques avec 6 victoires pour 5 à LSU.
Le dernier match entre ces deux équipes a eu lieu en 2014 (victoire de Notre Dame, 31 à 28).
Il s'agit du 3e bowl entre les deux équipes (1 victoire partout) :
- Independence Bowl 1997 : victoire de LSU, 27 à 9
- Music City Bowl 2014 : victoire de Notre Dame, 34 à 31

### Fighting Irish de Notre Dame
Avec un bilan global en saison régulière de 9 victoires et 3 défaites, Notre Dame est éligible et accepte l'invitation pour participer au Citrus Bowl de 2018.
Ils ne font as partie d'une conférence à proprement parler vu qu'ils sont considérés comme une équipe Indépendante.
À l'issue de la saison 2017 (bowl non compris), ils seront classés #15 au classement CFP, #14 au classement AP et #17 au classement Coaches.
Il s'agit de leur toute 1er apparition au Citrus Bowl.

### Tigers de LSU
Avec un bilan global en saison régulière de 9 victoires et 3 défaites, Louisiana State est éligible et accepte l'invitation pour participer au Citrus Bowl de 2018.
Ils terminent 3e de la West Division de la Southeastern Conference derrière no 7 Auburn et no 7 Alabama avec un bilan en division de 6 victoires et 2 défaites.
À l'issue de la saison 2017 (bowl non compris), ils seront classés #17 aux classements CFP et AP et #16 au classement Coaches.
Il s'agit de leur 5e participation au Citrus Bowl, la seconde consécutive :
- Saison 1979, match joué le 22 décembre 1979, victoire 34 à 10 contre Wake Forest;
- Saison 2004, match joué le 1er janvier 2005, défaite 25 à 30 contre #11 Iowa;
- Saison 2009, match joué le 1er janvier 2010, défaite 17 à 19 contre #11 Penn State;
- Saison 2016, match joué le 31 décembre 2016, victoire 29 à 9 contre #13 Louisville.

## Résumé du match
Début du match à 13 h 7, fin à 16 h 28 pour une durée totale de jeu de 3 heures et 21 minutes.
Températures de 12 °C, vent de Nord de 27 km/h, ciel nuageux.
Le match débute bien pour Notre Dame, QB Brandon Wimbush se connectant avec son WR Equanimeous St. Brown à l'aide d'une passe de 35 yards lors du premier jeu du match. Arrivés sur la ligne des 40 yards de LSU, les Irish n'en profitent pas et n'arrivent pas à gagner le yard nécessaire lors d'un 4e down. Les drives suivant ne mènent à rien, les Irish étant forcés de punter à cinq reprises. Lors du 2e quart-temps, la défense de Notre Dame se montre très solide bloquant à deux reprises l'attaque de LSU alors que celle-ci se trouve à 1 yard de la ligne d'en-but. LSU rate ensuite le FG. Le score est toujours de 0 à 0. QB Brandon Wimbush ne parvenant pas à faire gagner son attaque, il est remplacé par QB Ian Book. Un FG en fin de première mi-temps donne l'avance à Notre Dame, 3 à 0.
En seconde mi-temps, le momentum bascule du côté de LSU à la suite de deux turnovers. Ils en profitent pour inscrire un TD qui leur donne pour la première fois du match l'avance au score. Début de 4e quart-temps, LSU augmente son avance 14 à 6 à la suite d'un nouveau TD inscrit à la suite d'une passe de 2 yards de QB Danny Etling vers Derrius Guice lors d'un 3e down. Sur la possession suivante, QB Ian Book lance une passe de 29 yards réceptionnée par WR Myles Boykin lors d'un 3e et 19. Cinq jeux plus tard, les Irish inscrivent leur premier TD à la suite d'une passe de 6 yards de QB Ian Book vers WR Michael Young. RB Josh Adams réussi la conversion à deux points et Notre dame égalise au score. Les Tigers reprennent l'avance à la suite d'un FG de 17 yards à 2 min 3 s de la fin du match, 17 à 14.
Lors du drive qui s'ensuit, QB Ian Book arrive à joindre son WR Myles Boykin à l'aide d'une passe de 55 yards réceptionnée à une main. Celui-ci se débarrasse de deux adversaires et inscrit à la course le TD qui donne une avance inespérée aux Irish en cette fin de match. La défense de Notre Dame force ensuite l'attaque de LSU à rendre le ballon, celle-ci n'arrivant pas à convertir un quatrième down.
Les Irish remportent leur premier Bowl de Jour de l'an depuis celui du 1er janvier 1994.
L'équipe termine la saison 2017 avec 10 victoires (effaçant la misérable saison 2016 de 4 victoires pour 8 défaites) pour la seconde fois lors des trois dernières années et la cinquième fois seulement depuis 2002.
| QT          | Temps       | Drive       | Drive       | Drive       | Équipe      | Description de l'action | Score | Score |
| QT          | Temps       | Jeux        | Yards       | TDP         | Équipe      | Description de l'action | ND    | LSU   |
| ----------- | ----------- | ----------- | ----------- | ----------- | ----------- | --- | ----- | ----- |
| 2           | 00:04       | 11          | 51          | 02:00       | ND          | FG de 46 yards par K Justin Yoon | 3     | 0     |
| 3           | 11:37       | 5           | 43          | 02:16       | LSU         | TD de 25 yards par RB Derrius Guice à la suite d'une passe de QB Danny Etling + 1 extra-point par K Jack Gonsoulin                            | 3     | 7     |
| 3           | 02:47       | 5           | 18          | 02:20       | ND          | FG de 49 yards par K Justin Yoon | 6     | 7     |
| 4           | 11:13       | 12          | 75          | 06:34       | LSU         | TD de 2 yards par RB Derrius Guice à la suite d'une passe de QB Danny Etling + 1 extra-point par K Jack Gonsoulin                             | 6     | 14    |
| 4           | 07:45       | 10          | 75          | 03:24       | ND          | TD de 6 yards par WR Michael Young à la suite d'une passe de QB Ian Book + 2 extra-point à la suite d'une course de 2 yards par RB Josh Adams | 14    | 14    |
| 4           | 02:03       | 12          | 76          | 05:46       | LSU         | FG de 17 yards par K Jack Gonsoulin | 14    | 17    |
| 4           | 01:28       | 3           | 73          | 00:35       | ND          | TD de 55 yards par WR Miles Boykin à la suite d'une passe de QB Ian Book + 1 extra-point par K Justin Yoon                                    | 21    | 17    |
| Score final | Score final | Score final | Score final | Score final | Score final | Score final | 21    | 17    |

## Statistiques
| Meilleur joueur (MVP) |            |       |
| Nom                   | Équipe     | Poste |
| Miles Boykin          | Notre Dame | WR    |

| Statistiques par équipe                |                                                       |                                                      |
| Statistiques                           | ND                                                    | LSU                                                  |
| 1er down                               | 18                                                    | 22                                                   |
| 1er down à la course                   | 10                                                    | 10                                                   |
| 1er down à la passe                    | 8                                                     | 12                                                   |
| 1er down suite pénalité                | 0                                                     | 0                                                    |
| Conversion de 3e down                  | 6/13                                                  | 10/19                                                |
| Conversion de 4e down                  | 0/1                                                   | 0/1                                                  |
| Jeux–yards                             | 61 jeux pour 370 yards                                | 75 jeux pour 399 yards                               |
| Yards à la course                      | 33 courses pour 154 yards moyenne de 4,7 yards/course | 42 courses pour x170 yards moyenne de 4 yards/course |
| Yards à la passe                       | 216                                                   | 229                                                  |
| Passes : Réussies-Tentées-Interceptées | 17/28 passes complétées , 1 interception              | 19/33 passes complétées , 0 interception             |
| Réussite en zone rouge/chances         | 1/1                                                   | 2/3                                                  |
| TD                                     | 2                                                     | 2                                                    |
| Field Goals                            | 2/2                                                   | 1/3                                                  |
| Sacks (Nombre-Yards)                   | 2 pour 12 yards adverses perdus                       | 4 pour 28 yards adverses perdus                      |
| Fumbles (Nombre/Perdus)                | 1/1                                                   | 1/0                                                  |
| Pénalités (Nombre/Yards perdus)        | 4 pour 15 yards perdus                                | 5 pour 27 yards perdus                               |
| Temps de possession                    | 22:28                                                 | 37:32                                                |

| Statistiques individuelles |               |                                                                          |
| Quaterbacks                |               |                                                                          |
| ND                         | Ian Book      | 14/19 passes complétées, 164 yards, 1 interception, 2 TDs, 4 sacks subis |
| LSU                        | Danny Etling  | 19/33 passes complétées, 229 yards, 0 interception, 2 TDs, 2 sacks subis |
| Meilleurs coureurs         |               |                                                                          |
| ND                         | Josh Adams    | 15 courses pour 44 yards nets gagnés, 0 TD, moyenne de 2,9 yards/course  |
| LSU                        | Derrius Guice | 21 courses pour 98 yards nets gagnés, 0 TD, moyenne de 4,7 yards/course  |
| Meilleurs receveurs        |               |                                                                          |
| ND                         | Miles Boykin  | 3 réceptions pour 102 yards gagnés, 1 TD                                 |
| LSU                        | D.J. Chark    | 5 réceptions pour 63 yards gagnés, 0 TD                                  |
| Meilleurs tacleurs         |               |                                                                          |
| ND                         | Coney Te'Von  | 17 tacles dont 7 en solo, 1 QB hit                                       |
| LSU                        | Grant Delpit  | 8 tacles dont 4 en solo,                                                 |